# William Pinkney Whyte

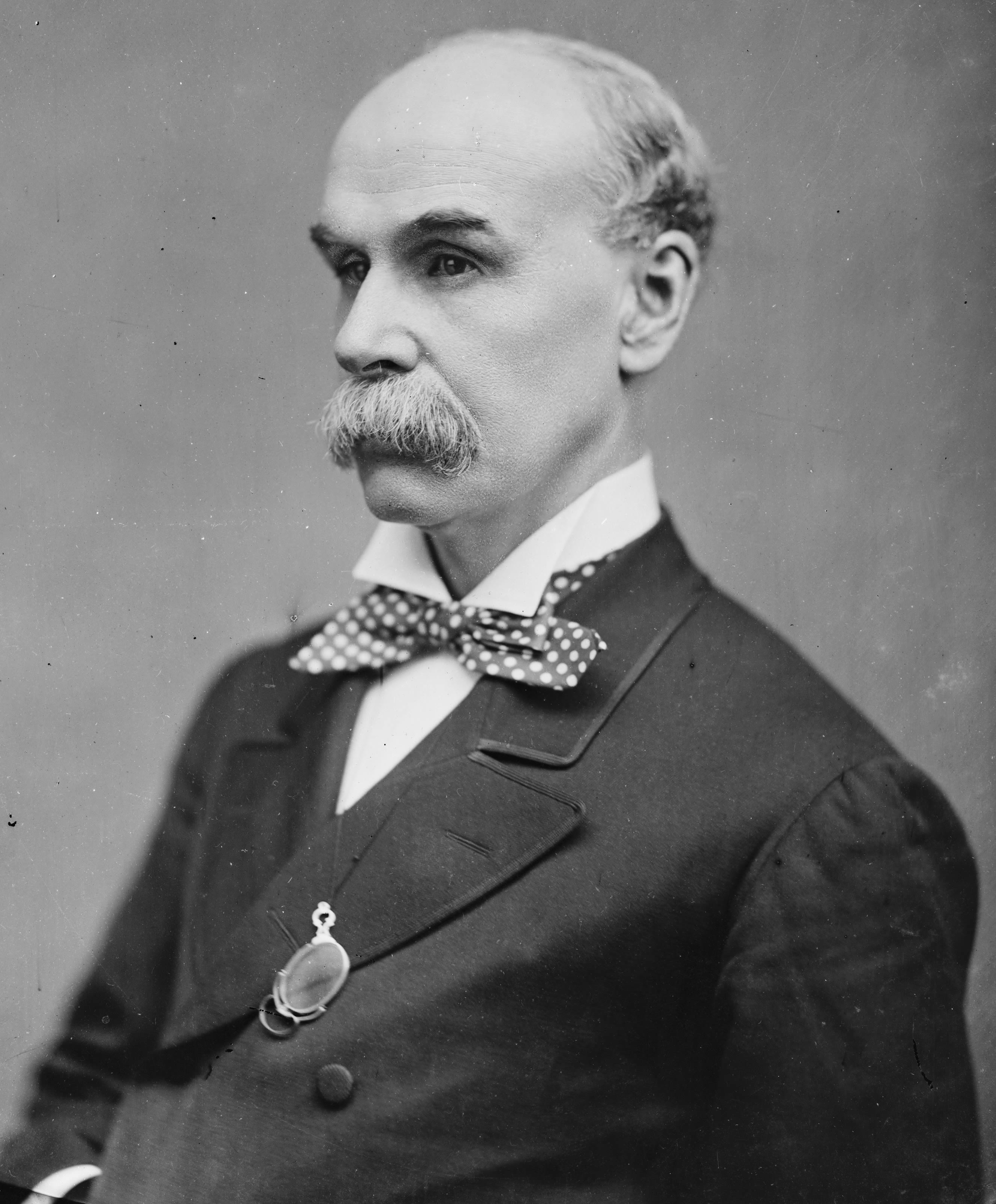
William Pinkney Whyte

William Pinkney Whyte (* 8. August 1824 in Baltimore, Maryland; † 17. März 1908 ebenda) war ein US-amerikanischer Politiker und von 1872 bis 1874 Gouverneur des Bundesstaates Maryland. Zwischen 1868 und 1908 vertrat er seinen Staat mehrfach im US-Senat.

## Frühe Jahre und politischer Aufstieg
William Whyte wurde als William White geboren. Wegen eines Familienstreits änderte er später die Schreibweise seines Nachnamens in Whyte. Er besuchte das Baltimore City College und dann die Harvard University, an deren juristischer Fakultät er Jura studierte. Zwischen 1842 und 1844 war er in Baltimore im Bankgewerbe tätig. Nach seiner im Jahr 1846 erfolgten Zulassung als Anwalt arbeitete er in Baltimore in diesem Beruf.
Whyte war Mitglied der Demokratischen Partei. Zwischen 1847 und 1849 war er Mitglied des Repräsentantenhauses von Maryland. Im Jahr 1850 bewarb er sich erfolglos um einen Sitz im US-Repräsentantenhaus. Von 1854 bis 1856 war er Leiter des Rechnungshofs (Comptroller) von Maryland. Im Jahr 1857 scheiterte ein weiterer Versuch, in den Kongress gewählt zu werden.

## Senator und Gouverneur
Nach dem Rücktritt von US-Senator Reverdy Johnson wurde Whyte zu dessen Nachfolger bestimmt. Dort musste er lediglich die angebrochene Amtszeit seines Vorgängers beenden. Das umfasste den Zeitraum vom 13. Juli 1868 bis zum 3. März 1869. In dieser Zeit unterstützte er den bedrängten Präsidenten Andrew Johnson und dessen Reconstruction-Politik. Eine Wiederwahl lehnte er damals ab. Im Jahr 1868 war er Delegierter auf der Democratic National Convention. Am 7. November 1871 wurde er zum neuen Gouverneur seines Staates gewählt.
Whyte trat sein neues Amt am 10. Januar 1872 an. In seiner Amtszeit wurde in Maryland ein Gesundheitsausschuss ins Leben gerufen. Eine Grundschule für Schwarze wurde vorgeschlagen und das Garrett County wurde gegründet. Am 4. März 1874 trat Whyte von seinem Amt zurück, nachdem er in den US-Senat gewählt worden war. Zwischen seinem Rücktritt vom Amt des Gouverneurs und seinem Amtsantritt im Kongress im März 1875 vertrat Whyte seinen Bundesstaat juristisch in einem Grenzkonflikt mit Virginia.
Am 4. März 1875 löste Whyte als Class-1-Senator aus Maryland William Thomas Hamilton ab, der 1869 sein Nachfolger in diesem Amt geworden war. Im Senat wurde er Vorsitzender des Committee on Printing. Nach Ablauf seiner sechsjährigen Legislaturperiode unterlag er in den Kongresswahlen des Jahres 1880 gegen Arthur Pue Gorman. Dieser blieb bis 1899 Senator und kehrte 1903 als Class-3-Senator zurück. Am 4. Juni 1906 verstarb Gorman und William Whyte rückte für ihn erneut in den Senat nach. Dieses Mandat behielt er bis zu seinem Tod am 17. März 1908.

## Weitere Ämter
Nach seinem vorübergehenden Ausscheiden aus dem Senat im Jahr 1881 wurde Whyte Bürgermeister von Baltimore. Dieses Amt hatte er von 1881 bis 1883 inne. Danach war er wieder als Anwalt tätig. Zwischen 1897 und 1891 war er Justizminister (Attorney General) von Maryland. In den Jahren 1897 bis 1898 war er Vorsitzender einer Kommission zur Überarbeitung der städtischen Gesetzgebung (City Charter) von Baltimore. Danach war er von 1900 bis 1903 Anwalt dieser Stadt, ehe er wieder in den Senat einzog. William Whyte war zweimal verheiratet und hatte insgesamt fünf Kinder.